# Alan Woodward
Alan Woodward (Sheffield, 7 de septiembre de 1946 - Tulsa, 21 de mayo de 2015) fue un futbolista británico que jugaba en la demarcación de extremo.

## Biografía
Debutó como futbolista en 1964 con el Sheffield United FC. Lo hizo en un partido celebrado en Anfield contra el Liverpool FC el 7 de octubre. Su primer gol con la camiseta del Sheffield se produjo el 31 de octubre contra el Leeds United en Elland Road. Además llegó a marcar cuatro goles el 27 de noviembre de 1971 contra el Ipswich Town en un partido que finalizó por 7-0. También fue elegido jugador del año del equipo en 1970, 1976 y en 1978. Tras quince temporadas en el club, 639 partidos y 191 goles, dejó el equipo para fichar por el Tulsa Roughnecks estadounidense, donde permaneció hasta 1981, año en el que se retiró.
Falleció el 21 de mayo de 2015 en Tulsa a los 68 años de edad.

## Clubes
| Club                | País           | Año       | Partidos | Goles |
| ------------------- | -------------- | --------- | -------- | ----- |
| Sheffield United FC | Inglaterra     | 1964-1979 | 639      | 191   |
| Tulsa Roughnecks    | Estados Unidos | 1979-1981 | 70       | 43    |